# گذر باد
گُذَرِباد (به لاتین: Guzaribad) یک منطقهٔ مسکونی در تاجیکستان است که در ولایت سغد واقع شده‌است.